# Élections législatives libyennes de 2012
Les élections législatives libyennes de 2012, connues pour être la première élection démocratique en Libye, permet de désigner 200 membres du Congrès général national chargés de remplacer le Conseil national de transition.
C'est le quatrième scrutin de ce genre organisé depuis le début du printemps arabe, après l'élection de l'Assemblée constituante en Tunisie de 2011, les législatives et la présidentielle de 2012 en Égypte. Sur le plan national, l'élection se déroule neuf mois après la fin de la révolution qui a chassé Mouammar Kadhafi du pouvoir, et dans le cadre de tensions régionales fortes dans le pays, principalement à cause d'un conflit armé dans le sud du pays entre tribus arabes et toubous, de même que les pressions des partisans du fédéralisme, notamment en Cyrénaïque.
Après avoir été annoncées en juin 2012, les élections sont reportées au 7 juillet 2012, pour des raisons logistiques selon la Commission électorale,,,.

## Contexte

### Révolution

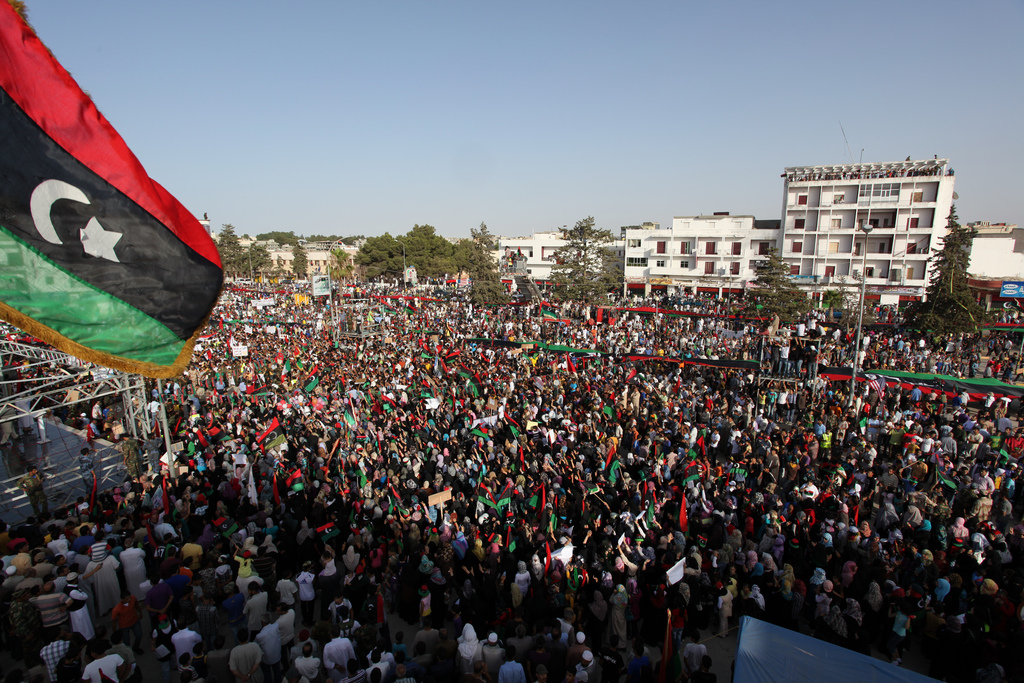
Manifestation à El Beïda le 22 juillet 2011.

La révolution libyenne, qui s'est rapidement transformée en conflit armé, s'est déroulée entre le 15 février et le 23 octobre 2011 et a fait près de 50 000 morts.
Lors de la guerre civile qui s'est déroulée en Libye et avant la chute de Mouammar Kadhafi, des membres du Conseil national de transition annoncent que des élections libres se tiendront dans le pays,. Après le décès de Kadhafi, le président du CNT Moustapha Abdel Jalil annonce que le pays sera régi selon les principes de l'islam, instaurant de fait la charia ; et dans la foulée, un nouveau cabinet gouvernemental est mis en place pour diriger la Libye en attendant de futures élections.

### Tensions et conflits internes
Sur le plan national, l'élection se déroule dans le cadre de tensions régionales fortes dans le pays, principalement à cause d'un conflit armé dans le sud du pays entre tribus arabes et toubous qui a fait des centaines de morts, de même que les pressions des partisans du fédéralisme, notamment en Cyrénaïque qui a proclamé son autonomie.
La révolution a entraîné la création de nombreuses milices lourdement armées et le Conseil national de transition (CNT), qui dirige théoriquement le pays, négocie pour obtenir leur adhésion à l'Armée de libération nationale ou alors l'abandon de leurs armes.

## Loi électorale
Un projet de loi électorale indique que la représentation des femmes au sein de la future assemblée sera limitée avec 10 % des sièges qui leur sont réservés. La loi devait être adoptée le 22 janvier, mais certains articles sont réexaminés comme le quota de femmes élues qui serait abandonné. Le 28 janvier 2012, le CNT adopte la loi électorale mais abandonne le projet de quota.
Le 24 avril 2012, le Conseil national de transition adopte une loi sur les partis qui interdit les formations politiques fondées sur des considérations religieuses ou tribales. Finalement, le CNT abroge un article de la loi le 2 mai 2012, car étant dénoncée comme une stratégie d'exclusion par les représentants des islamistes radicaux et des fédéralistes pour s'organiser politiquement.
Finalement, 80 sièges seront réservés aux partis politiques et 120 aux candidats « indépendants ». L'âge minimal pour se présenter est de 21 ans. Ni les membres de l'ancien régime de Kaddhafi, ni les membres du Conseil national de transition ne sont autorisés à se présenter. Pour assurer la parité hommes-femmes, chaque parti doit alterner les hommes et les femmes sur sa liste, et si un homme est tête de liste à Tripoli, une femme doit l'être ailleurs.

## Partis et candidats en lice
Pour les 120 sièges réservés aux candidats individuels, il y a exactement 2500 candidats, parmi lesquels seulement 85 femmes. Les 80 sièges restants réservés aux partis politiques sont brigués par 1202 candidats, parmi lesquels 540 femmes et 662 hommes.
| Parti | Parti                                     | Chef de file                | Chef de file                | Idéologie                              |
| ----- | ----------------------------------------- | --------------------------- | --------------------------- | -------------------------------------- |
|       | Alliance des forces nationales            | Mahmoud Jibril              | Mahmoud Jibril              | Libéralisme                            |
|       | Parti de la justice et de la construction |                             | Mohamed Sowan               | Islam politique, conservatisme         |
|       | Parti de la patrie                        |                             | Ali al-Sallabi              | Islam politique, conservatisme         |
|       | Parti du front national                   | Mohamed Youssef el-Megaryef | Mohamed Youssef el-Megaryef | Libéralisme, progressisme, sécularisme |
|       | Parti centriste national                  | Ali Tarhouni                | Ali Tarhouni                | Centrisme, Islam libéral               |

## Campagne
Un peu moins de 2,9 millions de Libyens, soit environ 80 % des citoyens habilités à voter, se sont enregistrés sur les listes électorales.
Pour cette première élection, les islamistes sont donnés comme les favoris du scrutin,,. Néanmoins, en l'absence de sondages, et sans la moindre expérience électorale après quarante-deux ans de dictature, il est difficile d'assurer ce qui peut sortir des urnes.

## Déroulement du scrutin
Le 6 juillet 2012, un hélicoptère transportant du matériel électoral dans l'est de la Libye est attaqué et fait un mort parmi les personnes siégeant dans l'appareil,,.
Le jour du scrutin, un manifestant hostile à la tenue d'élections est abattu lors d'un échange de tirs à Ajdabiya, alors qu'il tentait de dérober une urne dans un bureau de vote. Plusieurs bureaux de vote n'ont pas ouvert dans l'est de la Libye à cause de perturbations provoquées par des militants autonomistes réclamant une meilleure répartition des sièges de l'assemblée entre les régions. Des incidents ont lieu autour de plusieurs bureaux de vote.
Selon les résultats préliminaires annoncés par la Commission électorale dans la soirée, le taux de participation au scrutin a atteint 60 %.

## Résultats
Les résultats préliminaires donnent les libéraux en tête,,. Les islamistes sont les grands perdants du scrutin.
Le 17 juillet, la commission électorale annonce les résultats. L'Alliance des forces nationales de Mahmoud Jibril emporte 39 des 80 sièges réservés aux partis, suivie par le Parti de la justice et de la construction, avec 17 sièges, puis par le Parti du front national avec trois sièges. Le Parti de la patrie, le Parti centriste national et le Parti Wadi Al-Hayah pour la démocratie et le développement obtiennent deux sièges chacun. Quinze autres partis obtiennent un siège chacun,.
|                            |                                                            |                 |                 |                 |                  |                  |                  |                  |
| Parti                      | Parti                                                      | Proportionnelle | Proportionnelle | Proportionnelle | Circonscriptions | Circonscriptions | Circonscriptions | Total des sièges |
| Parti                      | Parti                                                      | Votes           | %               | Seats           | Votes            | %                | Seats            | Total des sièges |
|                            | Alliance des forces nationales                             | 714 769         | 48.14           | 39              |                  |                  | 0                | 39               |
|                            | Parti de la justice et de la construction                  | 152 441         | 10.27           | 17              |                  |                  | 0                | 17               |
|                            | Parti du front national                                    | 60 592          | 4.08            | 3               |                  |                  | 0                | 3                |
|                            | Parti de la patrie                                         | 66 772          | 4.50            | 2               |                  |                  | 0                | 2                |
|                            | Parti centriste national                                   | 59 417          | 4.00            | 2               |                  |                  | 0                | 2                |
|                            | Parti Wadi Al-Hayah pour la démocratie et le développement | 6 947           | 0.47            | 2               |                  |                  | 0                | 2                |
|                            | Assemblée de la Oumma modérée                              | 21 825          | 1.47            | 1               |                  |                  | 0                | 1                |
|                            | Authenticité et renouveau                                  | 18 745          | 1.26            | 1               |                  |                  | 0                | 1                |
|                            | Parti national pour le développement et le bien-être       | 17 158          | 1.16            | 1               |                  |                  | 0                | 1                |
|                            | Al-Hekma                                                   | 17 129          | 1.15            | 1               |                  |                  | 0                | 1                |
|                            | Authenticité et progrès                                    | 13 679          | 0.92            | 1               |                  |                  | 0                | 1                |
|                            | Parti national-démocratique libyen                         | 13 092          | 0.88            | 1               |                  |                  | 0                | 1                |
|                            | Alliance des partis de la nation                           | 12 735          | 0.86            | 1               |                  |                  | 0                | 1                |
|                            | Ar-Resalah                                                 | 7 860           | 0.53            | 1               |                  |                  | 0                | 1                |
|                            | Parti de la jeunesse centriste                             | 7 319           | 0.49            | 1               |                  |                  | 0                | 1                |
|                            | Libya Al-'Amal                                             | 6 093           | 0.41            | 1               |                  |                  | 0                | 1                |
|                            | Parti national Labaika                                     | 3 472           | 0.23            | 1               |                  |                  | 0                | 1                |
|                            | Parti libyen pour la liberté et le développement           | 2 691           | 0.18            | 1               |                  |                  | 0                | 1                |
|                            | Arrakeeza                                                  | 1 525           | 0.10            | 1               |                  |                  | 0                | 1                |
|                            | Prospérité et nation                                       | 1 400           | 0.09            | 1               |                  |                  | 0                | 1                |
|                            | Parti national de Wadi ash-Shati'                          | 1 355           | 0.09            | 1               |                  |                  | 0                | 1                |
|                            | Parti de la patrie                                         | 51 292          | 3.45            | 0               |                  |                  | 0                | 0                |
|                            | Autres partis                                              | 218 562         | 14.72           | 0               |                  |                  | 0                | 0                |
|                            | Indépendants                                               | –               | –               | –               |                  |                  | 120              | 120              |
| Votes invalides/blancs     | Votes invalides/blancs                                     | 280 117         | –               | –               |                  | –                | –                | –                |
| Total                      | Total                                                      | 1 764 840       | 100             | 80              |                  |                  | 120              | 200              |
| Enregistrés / Participaion | Enregistrés / Participaion                                 | 2 865 937       | 61.58           | –               |                  |                  | –                | –                |